# Flori din groapa Marianelor EP
Flori din groapa Marianelor EP este primul EP al formației rock Alternosfera.

## Lista cântecelor
| #  | Titlul                             | Durata |
| -- | ---------------------------------- | ------ |
| 1. | "Mariane flori"                    | 4:45   |
| 2. | "Flori de mai"                     | 4:41   |
| 3. | "Mariane flori (JenyaSOLID remix)" | 8:18   |
| 4. | "Mariane flori (NMKY remix)"       | 9:04   |